# Rocafort (kommunhuvudort)
Rocafort är en kommunhuvudort i Spanien.   Den ligger i provinsen Província de València och regionen Valencia, i den östra delen av landet, 300 km öster om huvudstaden Madrid. Rocafort ligger 27 meter över havet och antalet invånare är 6 049.
Terrängen runt Rocafort är platt. Runt Rocafort är det mycket tätbefolkat, med 5 021 invånare per kvadratkilometer. Närmaste större samhälle är Valencia, 7,3 km söder om Rocafort. Runt Rocafort är det i huvudsak tätbebyggt.